# Liste der Kulturgüter in Reichenbach im Kandertal
Die Liste der Kulturgüter in Reichenbach im Kandertal enthält alle Objekte in der Gemeinde Reichenbach im Kandertal im Kanton Bern, die gemäss der Haager Konvention zum Schutz von Kulturgut bei bewaffneten Konflikten, dem Bundesgesetz vom 20. Juni 2014 über den Schutz der Kulturgüter bei bewaffneten Konflikten sowie der Verordnung vom 29. Oktober 2014 über den Schutz der Kulturgüter bei bewaffneten Konflikten unter Schutz stehen.
Objekte der Kategorien A und B sind vollständig in der Liste enthalten, Objekte der Kategorie C fehlen zurzeit (Stand: 3. April 2024). Unter übrige Baudenkmäler sind geschützte Objekte zu finden, die im Bauinventar des Kantons Bern als «schützenswert» verzeichnet sind.

## Kulturgüter
| Foto |                                                                      | Objekt                                                                | Kat. | Typ | Standort                            | Beschreibung |
| ---- | -------------------------------------------------------------------- | --------------------------------------------------------------------- | ---- | --- | ----------------------------------- | --- |
| ja   | Datei hochladen · Wikidata zu Gasthof Bären (Q19362686)              | Gasthof Bären KGS-Nr.: 01165                                          | A    | G   | Dorfstrasse 21 619585 / 163848      | Dieser 1542 erbaute Gasthof gehört zu den ältesten im Kanton Bern. Blockbau mit gemauertem Sockelgeschoss und schwach geneigtem Satteldach, an der nördlichen Traufseite durch Stubenanbau aus dem 19. Jahrhundert erweitert. Die Hauptfassade wird durch unscheinbare Elemente wie Rillen, Vorkrage und Fasen subtil gestaltet, die Innenausstattung stammt zum Teil aus der Bauzeit.                                                                  |
| ja   | Datei hochladen · Wikidata zu Unteres Stuckihaus (Q19362688)         | Unteres Stuckihaus KGS-Nr.: 09233                                     | A    | G   | Dorfstrasse 24 619548 / 163799      | Das 1781 erbaute ehemalige Bauernhaus ist ein Blockbau mit gemauertem Kellersockel und schwach geneigtem Satteldach. An der Hauptfassade des Wohnteils betonen eine zweiarmige Eingangstreppe die Mittelverkämmungen klar die Mittelachse. Die aufwändige Gestaltung des Giebels verklammert wiederum den Wohn- mit dem Ökonomieteil. Das Stuben- und Gadengeschoss besitzen eine grosse Variationsbreite an Schnitzfriesen mit mehrfarbigen Malereien. |
| ja   | Datei hochladen · Wikidata zu Burgruine Mülenen und Letzi (Q1015428) | Letzi Mülenen, mittelalterliche-neuzeitliche Talsperre KGS-Nr.: 10424 | A    | G   | Talsperre 619378 / 165175           | Bis auf eine Höhe von bis zu 1,5 m erhaltene und konservierte Reste einer aus dem 13. Jahrhundert stammenden, talabwärts gerichteten Letzimauer. Ihr vorgelagert war ein Graben, durch den zeitweise ein Bach floss. Der ehemalige Tordurchlass befand sich beim heutigen Weiler Mülenen, im Osten schloss die Mauer an die ältere Burganlage an. Diese gelangte in den Besitz von Bern, womit die Letzi ihre Funktion einbüsste.                       |
| ja   | Datei hochladen · Wikidata zu Reformierte Kirche (Q29674551)         | Reformierte Kirche KGS-Nr.: 01166                                     | B    | G   | Bälliz 34 619565 / 163905           | Das 1484 erbaute Kirchengebäude mit Erweiterungen von 1727 und 1879 ist ein gedrungener Putzbau mit Satteldach. An der Ostseite steht ein Turmchor über quadratischem Grundriss mit hölzernen Glockengaden und achtseitigem, geknicktem Zeltdach. Das längsrechteckige Kirchenschiff besitzt rundbogige Türgewänden aus Kalkstein, im Westen schliesst sich eine offene Pultdach-Vorhalle an.                                                           |
| ja   | Datei hochladen · Wikidata zu Alte Kaplanei (Heidenhaus) (Q29674566) | Alte Kaplanei (Heidenhaus) KGS-Nr.: 01167                             | B    | G   | Reudlenstrasse 28 618475 / 163425   | Das um 1500 erbaute ehemalige Bauernhaus ist ein aussergewöhnlicher Blockbau mit gemauertem Kellersockel und schwach geneigtem, schindelgedecktem Satteldach. Teilweise in Ständerbauweise ausgeführt ist das Stubengeschoss. An beiden Giebeln sind auffällige «Heidenkreuz»-Konstruktionen (Firstständer mit Fusshölzern) befestigt, die grosse Stube besitzt eine einzigartige gewölbte Balkendecke.                                                 |
| ja   | Datei hochladen · Wikidata zu Haus Wittwer (Q29674582)               | Haus Wittwer KGS-Nr.: 01168                                           | B    | G   | Ausserschwandiweg 3 617810 / 161453 | Das 1776 erbaute ehemalige Bauernhaus ist ein hervorragender Blockbau mit gemauertem Kellersockel und schwach geneigtem Satteldach. Es ist als reines bäuerliches Wohnhaus mit separater Hausscheune konzipiert, die Fenstergruppen der Hauptfassade sind leicht asymmetrisch verteilt. Zusätzlich verziert ist die Fassade mit Friesen, figürlichen Malereien und Inschriften.                                                                         |

## Übrige Baudenkmäler
Hinweis: Anstelle der KGS-Nummer wird als Objekt-Identifikator (ID) die Grundstücksnummer verwendet.
| ID         | Foto |                                                              | Objekt                                                       | Typ | Standort                                             | Beschreibung |
| ---------- | ---- | ------------------------------------------------------------ | ------------------------------------------------------------ | --- | ---------------------------------------------------- | --- |
| 8          | ja   | Datei hochladen · Wikidata zu Pfarrhaus (Q112130878)         | Pfarrhaus (1746)                                             | G   | Dorfstrasse 17 619592 / 163972                       | |
| 20         | BW   | Datei hochladen                                              | Archivturm (19. Jh.)                                         | G   | Alte Frutigenstrasse 9a 619491 / 165201              | |
| 94         | BW   | Datei hochladen                                              | Ehemaliges Schulhaus (1816)                                  | G   | Faltschenstrasse 5 619671 / 163896                   | |
| 152        | BW   | Datei hochladen                                              | Äusseres Burgerhaus (1750)                                   | G   | Hauptstrasse 145 617406 / 161973                     | |
| 187        | BW   | Datei hochladen                                              | Sennerei (1839)                                              | G   | Kiental, Losplatte 836 622557 / 158368               | |
| 215        | ja   | Datei hochladen                                              | Berggasthaus Niesen (1835)                                   | G   | Niesen, Niesenkulm 733 616282 / 166002               | |
| 215        | ja   | Datei hochladen                                              | Trassée, Mittel- und Bergstation Niesenbahn (1907-1910)      | G   | Niesen, Niesenkulm 733b 616395 / 166111              | |
| 216        | ja   | Datei hochladen                                              | Niesenbahn, Trassée, Mittel- und Bergstation von (1907–1910) | G   | Niesen, Station Schwandegg 728a 617343 / 165697      | |
| 277        | BW   | Datei hochladen                                              | Bauernhaus (1739)                                            | G   | Haltenstrasse 27 616958 / 162064                     | |
| 297        | BW   | Datei hochladen                                              | Ehemaliges Bauernhaus (1566)                                 | G   | Schulstrasse 2 617125 / 161851                       | |
| 338        | BW   | Datei hochladen                                              | Speicher (1783)                                              | G   | Lindenstrasse 1a 621023 / 164690                     | |
| 340        | BW   | Datei hochladen                                              | Bauernhaus (1794)                                            | G   | Hauptstrasse 77 618129 / 162633                      | |
| 430        | BW   | Datei hochladen                                              | Ehemaliges Bauernhaus (1826)                                 | G   | Ausserschwandiweg 4 617762 / 161390                  | |
| 442; 2135  | BW   | Datei hochladen                                              | Bauernhaus (1790)                                            | G   | Benzenweg 7a, 9 617770 / 160900                      | |
| 488        | BW   | Datei hochladen                                              | Ehemaliges Bauernhaus (1802)                                 | G   | Faltschenstrasse 75 620553 / 164501                  | |
| 519        | BW   | Datei hochladen                                              | Ehemaliges Bauernhaus (1. Hälfte 16. Jh.)                    | G   | Kientalstrasse 12 619650 / 163809                    | |
| 646        | BW   | Datei hochladen                                              | Gurtnerhaus (um 1800)                                        | G   | Alte Frutigenstrasse 11 619496 / 165191              | |
| 674        | BW   | Datei hochladen                                              | Bauernhaus (1751)                                            | G   | Dorfstrasse 15 619601 / 164022                       | |
| 675        | BW   | Datei hochladen                                              | Ehemaliges Bauernhaus (1576)                                 | G   | Hanselenstrasse 57 620605 / 163307                   | |
| 681        | BW   | Datei hochladen                                              | Ehemaliges Bauernhaus (1804)                                 | G   | Kienstrasse 80 618943 / 162597                       | |
| 704        | BW   | Datei hochladen                                              | Bauernhaus (1596)                                            | G   | Rossistrasse 3 621856 / 159892                       | |
| 725        | BW   | Datei hochladen                                              | Speicher (1762)                                              | G   | Hauptstrasse 93a 617901 / 162338                     | |
| 740        | ja   | Datei hochladen                                              | Hotel Bären (1912)                                           | G   | Kiental, Griesalpstrasse 60 621835 / 159624          | |
| 747        | BW   | Datei hochladen                                              | Bauernhaus (1635)                                            | G   | Scharnachtal, Kientalstrasse 131 619948 / 162404     | |
| 812        | BW   | Datei hochladen                                              | Bauernhaus (1746)                                            | G   | Scharnachtal, Stockbrunnenweg 42 619786 / 162773     | |
| 848        | BW   | Datei hochladen                                              | Ehemaliges Bauernhaus (1744)                                 | G   | Scharnachtal, Kientalstrasse 105 619911 / 162989     | |
| 903        | BW   | Datei hochladen                                              | Bauernhaus (1785)                                            | G   | Scharnachtal, Kientalstrasse 161–163 619942 / 162174 | |
| 906        | ja   | Datei hochladen                                              | Kapelle (1929)                                               | G   | Kiental, Rossistrasse 10 621901 / 159832             | |
| 932        | BW   | Datei hochladen                                              | Ehemaliges Bauernhaus (1576)                                 | G   | Kiental, Rufenenstrasse 26 621328 / 160493           | |
| 1028       | BW   | Datei hochladen                                              | Ehemaliges Bauernhaus (1811)                                 | G   | Hauptstrasse 65 618315 / 162864                      | |
| 1040       | BW   | Datei hochladen                                              | Ehemaliges Bauernhaus (1743)                                 | G   | Scharnachtal, Lindenmatte 6 619968 / 162452          | |
| 1089       | ja   | Datei hochladen                                              | Ehemaliger Gasthof Linde (1741)                              | G   | Dorfstrasse 23 619596 / 163972                       | |
| 1150       | BW   | Datei hochladen                                              | Bauernhaus (2. Hälfte 18. Jh.)                               | G   | Kiental, Trogstutzweg 4 621721 / 160012              | |
| 1221       | BW   | Datei hochladen                                              | Alte Wirtschaft (um 1800)                                    | G   | Alte Frutigenstrasse 15 619487 / 165136              | |
| 1262       | BW   | Datei hochladen                                              | Speicher (Mitte 18. Jh.)                                     | G   | Kientalstrasse 1 619613 / 163842                     | |
| 1262       | BW   | Datei hochladen                                              | Ehemaliger Speicher (1749)                                   | G   | Kientalstrasse 3 619616 / 163851                     | |
| 1318       | BW   | Datei hochladen                                              | Ehemaliges Bauernhaus (1805)                                 | G   | Kienstrasse 231 617291 / 160847                      | |
| 1326       | BW   | Datei hochladen                                              | Bauernhaus (1835)                                            | G   | Schulstrasse 16 617061 / 161863                      | |
| 1339       | BW   | Datei hochladen                                              | Ehemaliges Bauernhaus (1805)                                 | G   | Kienstrasse 233 617291 / 160847                      | |
| 1451       | BW   | Datei hochladen                                              | Ehemaliges Bauernhaus (1730)                                 | G   | Hauptstrasse 171 617230 / 161869                     | |
| 1456       | BW   | Datei hochladen                                              | Bauernhaus (1600)                                            | G   | Niesenweg 2 620426 / 164450                          | |
| 1547       | BW   | Datei hochladen                                              | Bauernhaus (1811)                                            | G   | Niesenweg 6 620309 / 164727                          | |
| 1547       | BW   | Datei hochladen                                              | Speicher (18./19. Jh.)                                       | G   | Niesenweg 6a 620294 / 164713                         | |
| 1557       | BW   | Datei hochladen                                              | Speicher (1715)                                              | G   | Dorfstrasse 32a 619532 / 163677                      | |
| 1629       | BW   | Datei hochladen                                              | Ehemaliges Bauernhaus (1789)                                 | G   | Kientalstrasse 8 619616 / 163812                     | |
| 1658       | BW   | Datei hochladen                                              | Bauernhaus (1677)                                            | G   | Kiental, Rufenenstrasse 14 621421 / 160224           | |
| 1684       | BW   | Datei hochladen                                              | Ehemaliges Bauernhaus (1560)                                 | G   | Dorfstrasse 26 619542 / 163767                       | |
| 1709       | BW   | Datei hochladen                                              | Bauernhaus (1736/37)                                         | G   | Hauptstrasse 180 617157 / 161929                     | |
| 1709       | BW   | Datei hochladen                                              | Speicher (frühes 17. Jh.)                                    | G   | Allmistrasse 4a 620660 / 163097                      | |
| 1715       | BW   | Datei hochladen                                              | Bauernhaus (1810)                                            | G   | Kienstrasse 232 617207 / 160726                      | |
| 1752       | BW   | Datei hochladen                                              | Ofenhaus (18. Jh.)                                           | G   | Ausserschwandiweg 3b 617825 / 161424                 | |
| 1796       | BW   | Datei hochladen                                              | Bauernhaus (1759)                                            | G   | Innerschwandiweg 7 617551 / 160412                   | |
| 1845       | BW   | Datei hochladen                                              | Bauernhaus (1780)                                            | G   | Reudlenstrasse 21 618450 / 163300                    | |
| 1872       | BW   | Datei hochladen                                              | Bauernhaus (1803)                                            | G   | Engelgiessstrasse 17 620327 / 162379                 | |
| 1877       | BW   | Datei hochladen                                              | Speicher (1730)                                              | G   | Lindenmatte 1a 619942 / 162507                       | |
| 1880       | BW   | Datei hochladen                                              | Bauernhaus (1772)                                            | G   | Arisstrasse 30 619154 / 162099                       | |
| 1901       | BW   | Datei hochladen                                              | Bauernhaus (1791)                                            | G   | Benzenweg 29 617699 / 160721                         | |
| 1912       | BW   | Datei hochladen                                              | Ehemaliges Bauernhaus (1787)                                 | G   | Faltschenstrasse 70 620555 / 164374                  | |
| 1912       | BW   | Datei hochladen                                              | Ehemaliges Bauernhaus (1633)                                 | G   | Faltschenstrasse 72 620579 / 164408                  | |
| 1912       | BW   | Datei hochladen                                              | Speicher (1720)                                              | G   | Faltschenstrasse 72a 620596 / 164412                 | |
| 1962; 2638 | BW   | Datei hochladen                                              | Bauernhaus (1740)                                            | G   | Benzenweg 3b, 5 618041 / 161002                      | |
| 2011       | BW   | Datei hochladen                                              | Stationsgebäude (1901)                                       | G   | Stationsstrasse 1 619340 / 165232                    | |
| 2025       | BW   | Datei hochladen                                              | Grundmauern der ehemaligen Burg Mülenen (14. Jh.)            | G   | Suldgraben 6 619544 / 165218                         | |
| 2085       | BW   | Datei hochladen                                              | Ehemaliges Bauernhaus (1742)                                 | G   | Dorfstrasse 35 619554 / 163683                       | |
| 2135       | BW   | Datei hochladen                                              | Ofen- und Waschhaus (1. Hälfte 19. Jh.)                      | G   | Benzenweg 9b 617746 / 160893                         | |
| 2434       | BW   | Datei hochladen                                              | Speicher mit Keller (1703)                                   | G   | Neumattweg 10 620528 / 164605                        | |
| 2632       | BW   | Datei hochladen                                              | Ehemaliges Bauernhaus (1703)                                 | G   | Neumattweg 15 620491 / 164613                        | |
| 2827       | BW   | Datei hochladen                                              | Pfrundscheune (1745)                                         | G   | Dorfstrasse 12a 619560 / 163974                      | |
| 2937; 2938 | ja   | Datei hochladen · Wikidata zu Reformierte Kirche (Q29674551) | Letzi (13.Jh.)                                               | G   | Reichenbach (Mühlenen) N.N. 619378 / 165175          | Bis auf eine Höhe von bis zu 1,5 m erhaltene und konservierte Reste einer aus dem 13. Jahrhundert stammenden, talabwärts gerichteten Letzimauer. Ihr vorgelagert war ein Graben, durch den zeitweise ein Bach floss. Der ehemalige Tordurchlass befand sich beim heutigen Weiler Mülenen, im Osten schloss die Mauer an die ältere Burganlage an. Diese gelangte in den Besitz von Bern, womit die Letzi ihre Funktion einbüsste. |
| 3027       | BW   | Datei hochladen                                              | Ehemaliges Bauernhaus (1667)                                 | G   | Scharnachtal, Kientalstrasse 172 620044 / 161637     | |
| 3082       | BW   | Datei hochladen                                              | Speicher (1790)                                              | G   | Arisstrasse 29a 619135 / 162141                      | |
| 3110       | BW   | Datei hochladen                                              | Speicher (1735)                                              | G   | Schlechtenboden 33a 620237 / 163577                  | |
| 3289       | BW   | Datei hochladen                                              | Ehemaliges Stöckli (1746)                                    | G   | Kientalstrasse 7 619629 / 163864                     | |
| 3308       | BW   | Datei hochladen                                              | Bauernhaus (1737)                                            | G   | Stockbrunnenweg 44 619792 / 162744                   | |
| 3445       | BW   | Datei hochladen                                              | Ehemaliges Bauernhaus (1755)                                 | G   | Schlechtenboden 2 619920 / 162919                    | |
| 3529       | BW   | Datei hochladen                                              | Ehemaliges Bauernhaus (1616)                                 | G   | Hauptstrasse 196 617074 / 161665                     | |